# (1873) Agenor
(1873) Agenor ist ein Asteroid aus der Gruppe der Jupiter-Trojaner. Damit werden Asteroiden bezeichnet, die auf den Lagrange-Punkten auf der Bahn des Jupiter um die Sonne laufen.
(1873) Agenor wurde am 24. März 1971 vom Forscher-Team Cornelis Johannes van Houten, Ingrid van Houten-Groeneveld und Tom Gehrels entdeckt. 
Benannt wurde der Asteroid nach einem legendären Helden des Trojanischen Krieges.